# Maastrichtská univerzita
Maastrichtská univerzita (nizozemsky: Universiteit Maastricht) je veřejná výzkumná univerzita sídlící v nizozemském městě Maastricht. Byla založena v roce 1976, a je tak druhou nejmladší ze třinácti nizozemských univerzit. Primárním popudem byl nedostatek lékařů v provincii Limburg a hledání nových cest rozvoje po konci těžby uhlí. Přes svou menší tradici si univerzita již dokázala získat prestiž a podle QS World University Rankings 2025 jde o 89. nejlepší vysokou školu v Evropě. Jednou z příčin úspěchu je internacionalizace univerzitního života. V roce 2023 studovalo na univerzitě 22 976 studentů, z nichž 59 % bylo ze zahraničí. Přibližně polovina bakalářských programů je v angličtině, magisterské a doktorské programy jsou v angličtině v drtivé většině. Maastrichtská univerzita se nachází na dvou samostatných místech v Maastrichtu. Katedry umění, humanitních věd a společenských věd sídlí v řadě historických budov v centru města, zatímco psychologie, medicína a vědy o živé přírodě sídlí v moderním kampusu Randwyck na okraji města.